# Korea Północna na Zimowych Igrzyskach Olimpijskich 1984
Koreę Północną na Zimowych Igrzyskach Olimpijskich 1984 reprezentowało 6 zawodników: trzech mężczyzn i trzech kobiet. Był to trzeci start reprezentacji Korei Północnej na zimowych igrzyskach olimpijskich.

## Skład reprezentacji

### Łyżwiarstwo szybkie
Mężczyźni
| Konkurencja     | Zawodnik       | Wyścig   | Wyścig  |
| Konkurencja     | Zawodnik       | Czas     | Miejsce |
| --------------- | -------------- | -------- | ------- |
| Bieg na 500 m   | Kim Song-hui   | 41.23    | 37      |
| Bieg na 1000 m  | Kim Hwang-hyun | 1:22.26  | 38      |
| Bieg na 1000 m  | Kim Song-hui   | 1:22.04  | 36      |
| Bieg na 1000 m  | Im Ri-bin      | 1:21.16  | 35      |
| Bieg na 1500 m  | Kim Hwang-hyun | 2:06.80  | 36      |
| Bieg na 1500 m  | Im Ri-bin      | 2:03.93  | 31      |
| Bieg na 5000 m  | Kim Hwang-hyun | 7:46.12  | 33      |
| Bieg na 5000 m  | Im Ri-bin      | 7:37.49  | 23      |
| Bieg na 10000 m | Im Ri-Bin      | 15:45.19 | 29      |

Kobiety
| Konkurencja    | Zawodniczka   | Wyścig  | Wyścig  |
| Konkurencja    | Zawodniczka   | Czas    | Miejsce |
| -------------- | ------------- | ------- | ------- |
| Bieg na 1000 m | Han Chun-ok   | 1:29.30 | 29      |
| Bieg na 1000 m | Pak Gum-hyon  | 1:27.86 | 19      |
| Bieg na 1500 m | Kim Chang-hae | 2:17.37 | 25      |
| Bieg na 1500 m | Han Chun-ok   | 2:14.25 | 20      |
| Bieg na 1500 m | Pak Gum-hyon  | 2:14.23 | 19      |
| Bieg na 3000 m | Kim Chang-hae | 4:58.41 | 20      |
| Bieg na 3000 m | Han Chun-ok   | 4:51.91 | 17      |
| Bieg na 3000 m | Pak Gum-hyon  | 4:49.26 | 16      |